# Aeropuerto Internacional de Burlington
El Aeropuerto Internacional de Burlington (IATA: BTV, OACI: KBTV, FAA LID: BTV) es un aeropuerto compartido de uso civil y militar en Burlington, Vermont, Estados Unidos. Es propiedad de la Ciudad de Burlington. El aeropuerto está ubicado en South Burlington, a tres millas (6 km) al este del centro de Burlington.
Es el aeropuerto más transitado de Vermont superando por 100 veces el tráfico del segundo más transitado, el Aeropuerto Regional Rutland-Southern Vermont. Aunque el Aeropuerto Regional Rutland-Southern Vermont también provee servicio comercial, el BTV es el único aeropuerto en el estado con un importante servicio comercial. En 2015, casi el 40% de sus pasajeros procedieron de Quebec, Canadá.
Según los registros de la FAA, el aeropuerto registró 640.790 pasajeros en 2010, un descenso del 8,5% respecto a los 700.592 de 2009. Este aeropuerto está integrado en el Plan Nacional de Sistemas Aeroportuarios Integrados de la FAA para 2011–2015, con la categoría de aeropuerto de servicio comercial primario (más de 10.000 operaciones al año).

## Historia
El sábado 14 de agosto de 1920, se produjo el primer aterrizaje en lo que sería el aeropuerto municipal de Burlington. Se trataba de un campo de maíz de 72 acres (29,14 ha). Los desarrolladores del aeropuerto alquilaron el terreno durante un año por 100 dólares.
El 22 de mayo de 1934, en el aeropuerto, Amelia Earhart recibió las llaves de la ciudad de Burlington.
Con el comienzo de la Segunda Guerra Mundial, el gobierno de los Estados Unidos creó una zona de exclusión aérea que se internaba 150 millas (241,4 km) desde la línea de costa, dónde los aviones privados tenían restringida su operativa. El aeropuerto municipal de Burlington se encontraba aproximadamente a unas 3 millas (4,8 km) fuera de la zona de exclusión aérea, posibilitando el entrenamiento tanto local como de otros aeropuertos ubicados dentro de la zona restringida, uno de estos ejemplos fue el aeropuerto Logan de Boston. Debido al incremento de demanda, el aeropuerto municipal de Burlington se destacó como el más ajetreado del mundo los días 14 de agosto de 1942 y 11 de febrero de 1943, con 662 y 793 aterrizajes respectivamente.
El 24 de febrero de 1969, la oficina de Aldermen votó para cambiar el nombre del aeropuerto de “municipal” a “international” como forma de renombrar el aeropuerto y alejando a la vez las percepciones de que se trataba de una instalación pequeña y local.
En 1970, Mohawk Airlines introdujo el primer servicio a reacción del aeropuerto.
El 11 de mayo de 1971 los votantes de Burlington aprobaron la concesión de un bono por valor de 1,25 millones de dólares para una nueva terminal de 40 000 pies cuadrados (3716 m²). Esta terminal abrió el 7 de octubre de 1973.
Desde 2000 hasta 2008, el aeropuerto experimentó un crecimiento de pasajeros y servicios. Desde 2000, se han invertido 24 millones de dólares en renovaciones y ampliaciones en Burlington. En 2008, la dirección del aeropuerto completó un proyecto de ampliación valorado en 15 millones de dólares que añadió cinco puertas — cuatro con pasarelas de embarque — y zonas de servicio al cliente, además de un aparcamiento con 948 plazas y una pasarela peatonal elevada para unirlo a la terminal.
El aeropuerto alcanzó su máximo de pasajeros en julio de 2008 cuando 79.154 pasajeros volaron en Burlington, siendo así mismo la primera vez que se superó la cifra de los 70.000.
BTV contó con más de 759.000 pasajeros en 2008, un incremento del 7,3% respecto de 2007.
El aeropuerto internacional de Burlington sirve al área metropolitana de Burlington-South Burlington, que cuenta con más de 206.000 residentes según el censo de 2006. Debido a que el mercado es relativamente pequeño, las aerolíneas vuelan principalmente aviones regionales en sus rutas con Burlington. Entre ellos se cuentan los reactores regionales Bombardier CRJ-200 yCRJ-700 y el Embraer ERJ-145 operados por algunos de los mayores transportistas así como aviones de empuje por turbohélice como el Bombardier Q400 operado por Porter Airlines. JetBlue Airways destaca por operar algunos de los escasos vuelos diarios utilizando pequeños aviones de su matriz, al ofrecer 4-5 vuelos cada día al Aeropuerto Internacional John F. Kennedy a bordo de sus reactores de mediano tamaño Embraer E-190 sin embargo en los meses más ajetreados del verano JetBlue a menudo sustituye el E-190 por su hermano mayor en la aerolínea, el Airbus A320. Actualmente, el avión más grande en el transporte de pasajeros desde Burlington es un MD-88 operado estacionalmente por Delta Air Lines que opera un único vuelo diario a Atlanta durante el verano. Este servicio estacional fue retomando en 2013 y está previsto que se mantenga durante los siguientes años, Atlanta es así mismo el destino más lejano servido por cualquier aerolínea desde BTV.
En 2008, Big Sky Airlines dejó de operar la ruta de Boston. La dirección está en negociaciones para encontrar sustituto para esta importante ruta, Cape Air ha mostrado un considerable interés en establecer esta ruta utilizando sus aviones Cessna 402, actualmente el destino más próximo a Burlington donde Cape Air ofrece vuelo con Bston es Rutland, VT. Más recientemente la aerolínea de Alaska Penair ha mostrado cierto interés en los vuelos Boston-Burlington pero actualmente utiliza el cercano Aeropuerto Internacional de Plattsburgh en Nueva York para esta ruta.
El aeropuerto ha utilizado recursos naturales como el mármol y el granito, y arce para la decoración interior, intentando dar al aeropuerto un toque al "estilo de Vermont". En 2009, el aeropuerto tenía quince puertas que daban servicio a siete aerolíneas.
El 3 de febrero de 2010 fue anunciado que AirTran Airways no regresaría a Burlington. Sus servicios comenzaron a principios de 2009 con aviones Boeing 717 que operaban vuelos de 55 minutos desde Baltimore, pero tras solo 6 meses AirTran relegó BTV a servicio estacional, operando solo durante los meses de verano. AirTran planeó retomar sus servicios en la primavera de 2010, pero debido a diversas razones que no fueron explicadas no regresó. El servicio de AirTran duró 8 meses en 2009. Southwest Airlines ha indicado que retomará la ruta en algún momento con sus reactores Boeing 737.
En 2010, un proveedor de cable de la ciudad fue incapaz de pagar a la ciudad de Burlington los 17 millones de dólares que le debía. Como resultado, Moody's rebajó la deuda de la ciudad. Moody's también rebajó el interés de crédito para el aeropuerto. Aunque los votantes aprobaron un bono de 21,5 millones de dólares para la expansión del aeropuerto, esta bajada hizo que prestar el dinero resultase muy costoso. El aeropuerto entonces solicitó un préstamo de la ciudad de 7,5 millones de dólares para efectuar una expansión de aparcamiento valorada en 14,5 millones. En junio de 2011, la ciudad reclamó la devolución del dinero.
El aeropuerto se encontraba en proceso de ampliación del aparcamiento mediante la creación de dos niveles adicionales en el margen norte. Esto lo dotará de un total de 2.700 plazas de aparcamiento. Este proyecto fue más tarde concluido a principios de 2012. Las últimas remodelaciones en el aeropuerto han sido en los baños de la parte superior de la terminal empezadas a finales de 2013.

## Información

### Cancelación del festival aéreo
En septiembre de 2012 se anunció al público que la Fundación de Caridad de la Guardia Nacional del Aire de Vermont (V-ANGCF) tenía previsto organizar un festival aéreo en Burlington, el primer evento que tendría lugar en este lugar en años. 
El festival y su programa de la V-ANGCF fueron aprobados en noviembre con el título de "Alas sobre Vermont", creándose una página web y afirmando que además de tener lugar en el aeropuerto, el festival también se llevaría a cabo sobre las aguas del lago Champlain. El festival fue programado para el 4 y el 5 de agosto de 2013. Las aeronaves y pilotos participantes se alojarían en el aeropuerto internacional de Burlington. Poco tiempo después se anunció que los USAF Thunderbirds harían acto de presencia en el festival. Aunque muchos de los habitantes locales y de los estados vecinos recibieron con satisfacción el evento, algunos de los habitantes de Vermont mostraron su desagrado sobre la organización del evento creyendo que sería un derroche de dinero en combustible y mantenimiento de aeronaves además de causar una cantidad enorme de contaminación aérea totalmente innecesaria. Se produjeron varias protestas por esta razón, donde los políticos locales también se mostraron en desacuerdo con el festival aéreo, pero el gobernador de Vermont, Peter Shumlin acalló estas protestas afirmando que el verdadero propósito del festival era honrar el trabajo y los logros de la Guardia Nacional del Aire de Burlington y de todos los hombres y mujeres de las fuerzas armadas de los Estados Unidos.
Las actualizaciones de enero y febrero de 2013 incluyeron la participación del Aeroshell Aerobatic Team, Red Bull Skydiving Team, y el posible sobrevuelo del ala local 158th de cazas F-16. El presentador de festivales aéreos Rob Reider y los renombrados pilotos acrobáticos Sean D. Tucker y Kirby Chambliss fueron también vinculados al festival. También se empezaron los preparativos frente al margen acuático donde se esperaba albergar a miles de espectadores.
Para decepción de los aficionados aéreos de todo el mundo, el evento "Alas sobre Vermont" fue cancelado oficialmente el 13 de marzo de 2013 en un comunicado publicado en la página web así como en los titulares y en la programación de festivales aéreos de 2013. La cancelación no tuvo que ver con discrepancias políticas o protestas locales, sino con los recortes presupuestarios de 2013, llevados a cabo en el Congreso. Burlington fue uno de las docenas de festivales aéreos cancelados este año cuando fue retirado todo soporte económico a la asistencia a eventos públicos de eventos militares estadounidenses. Se suspendieron los preparativos en Burlington y hasta el momento no hay ninguna información para los próximos años sobre un hipotéticos festival aéreo en Burlington.

### Futuro
El aeropuerto ha visto como la cantidad de pasajeros que utilizan sus instalaciones ha ido en aumento desde la depresión de 2008. Esto ha captado la atención de American Airlines que busca ampliar su presencia en el noreste. Otras aerolíneas como Cape Air y Pen Air también han manifestado su interés en iniciar vuelos desde Burlington al Aeropuerto Internacional Logan. Otros planes pasan por la creación de un punto de aduana, eliminando el requisito de tener que superar la aduana en la terminal de carga.

## Instalaciones y aeronaves

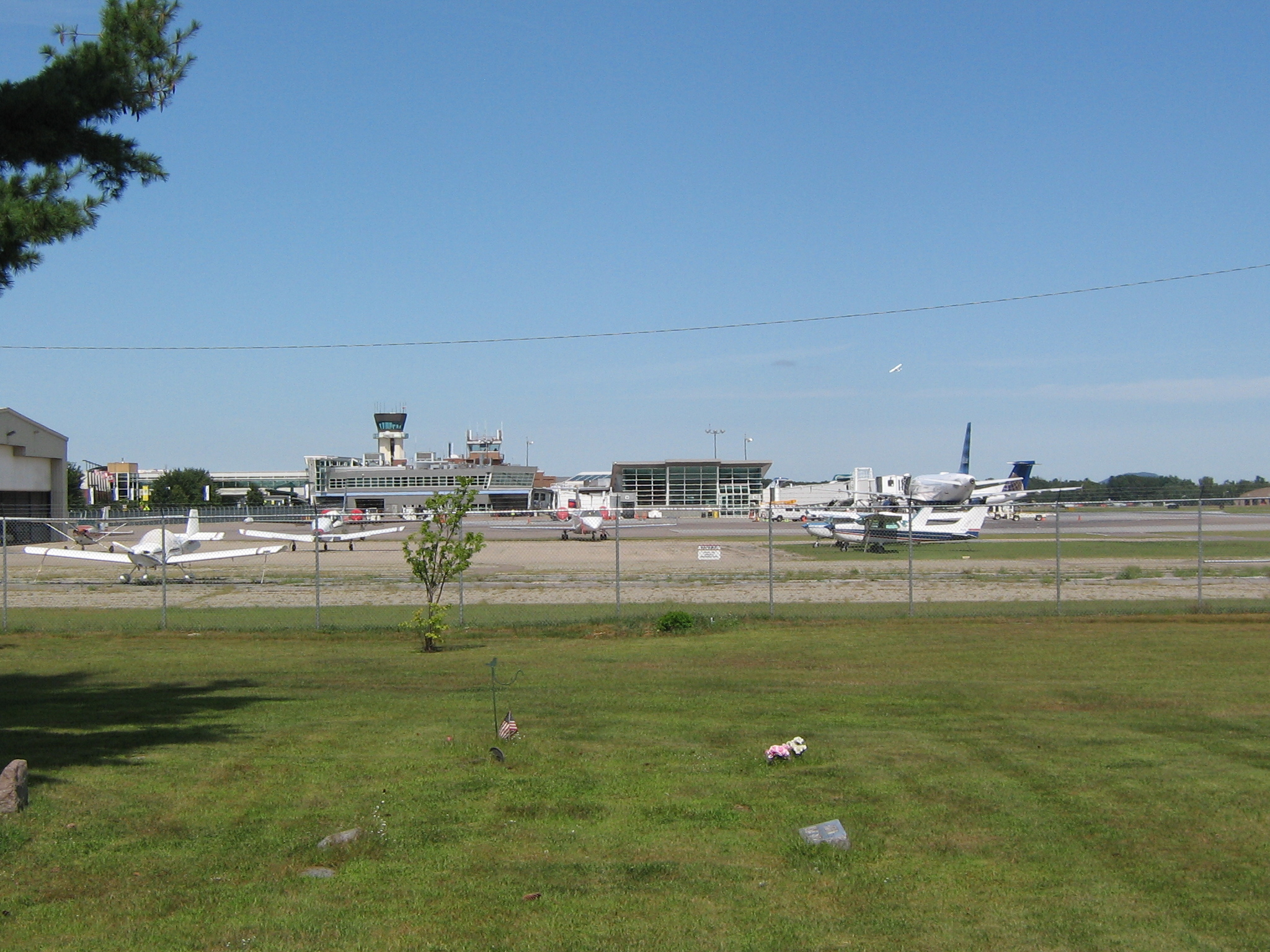
Rampa de aviación general en BTV con la terminal de pasajeros y la torre al fondo.

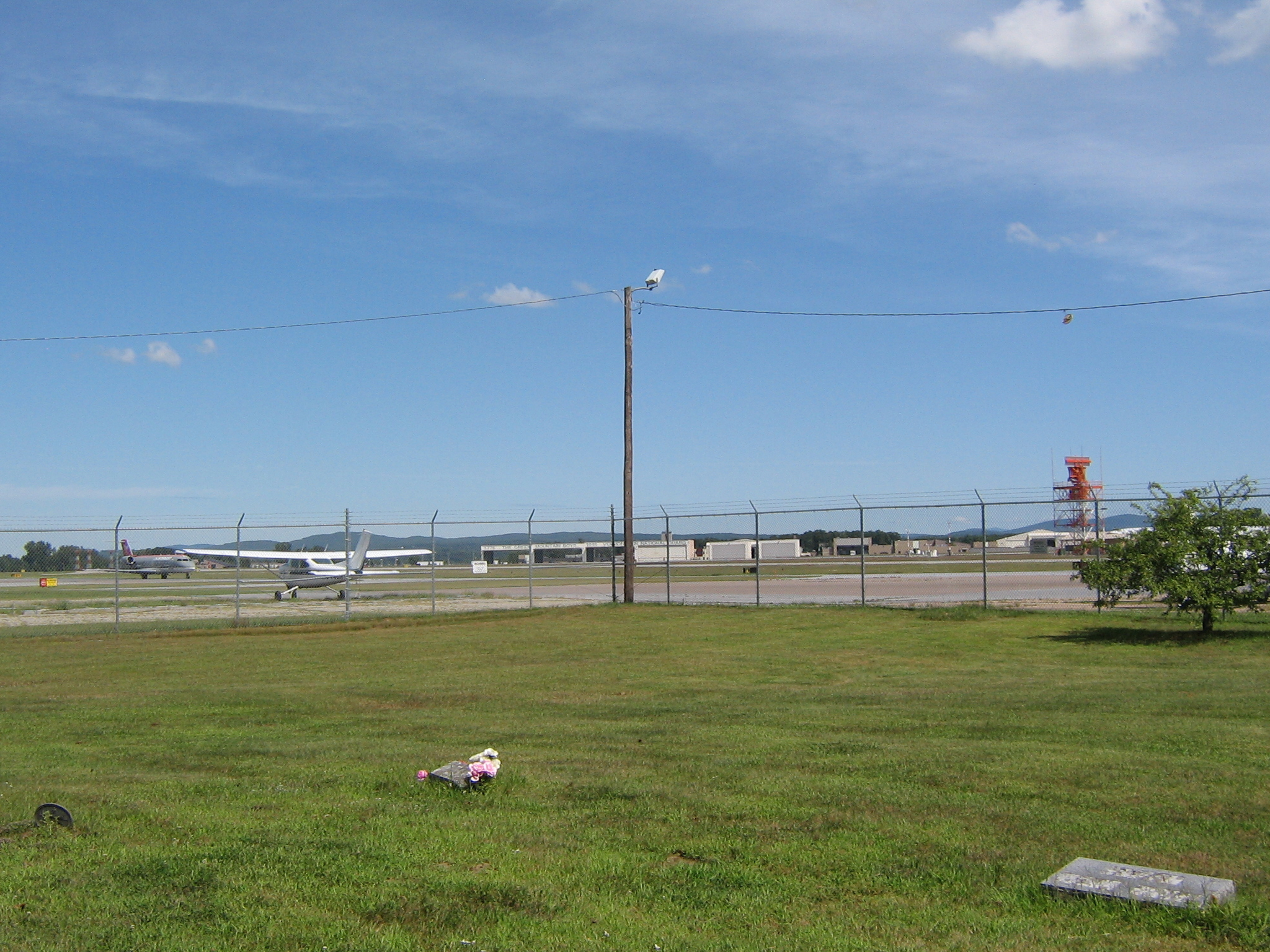
Rampa ANG, apoyando al escuadrón Green Mountain Boys.

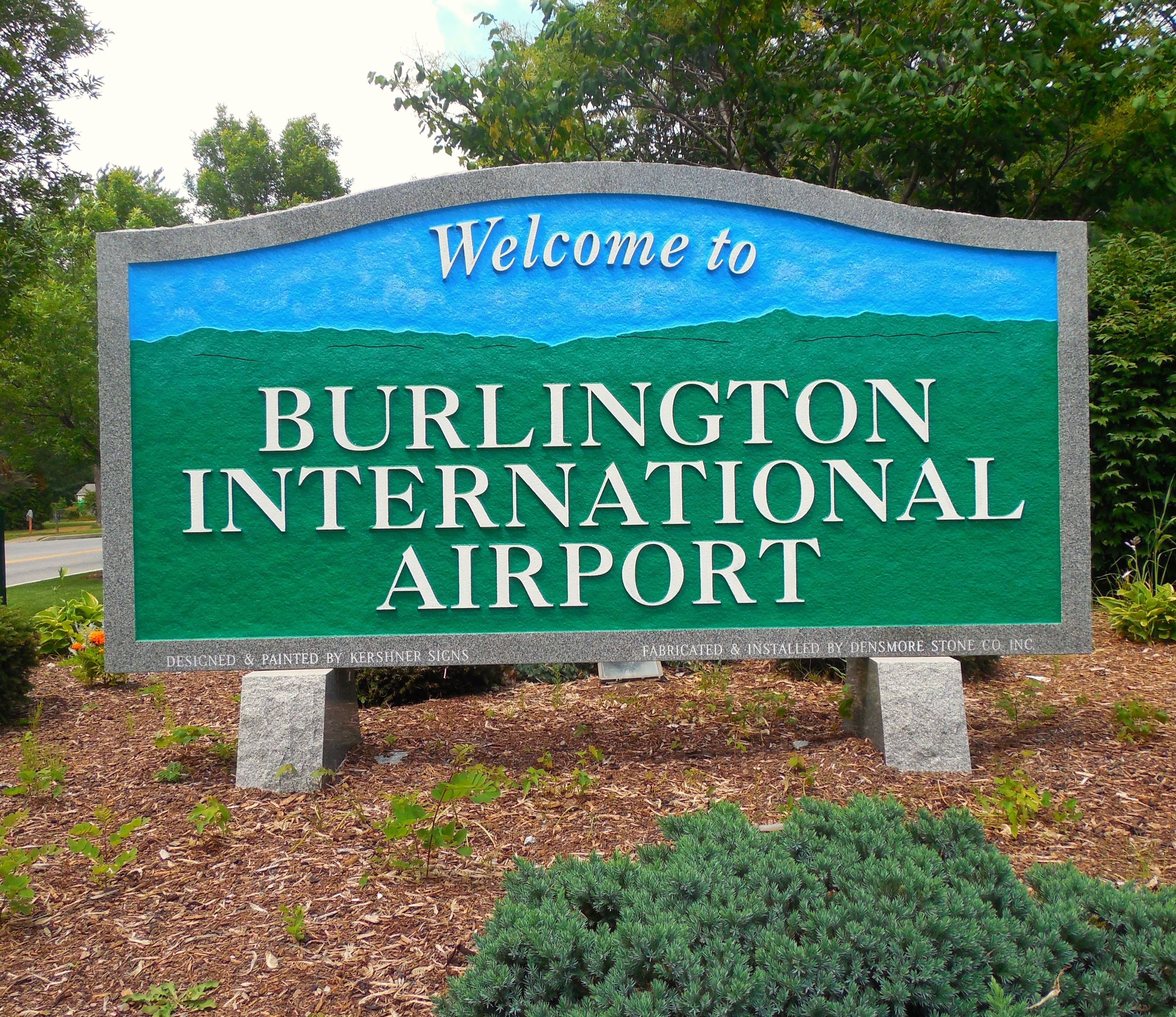
Señal de entrada principal del aeropuerto.

El Aeropuerto Internacional de Burlington comprende un área de 942 acres (381 ha) con una elevación de 335 pies (102 m) sobre el nivel del mar. Tiene dos pistas: la 15/33 tiene 8.320 por 150 pies (2.536 x 46 m) con una superficie de asfalto y hormigón; la 1/19 tiene 3.611 por 75 pies (1.101 x 23 m) con una superficie de asfalto.
Hay dos operadores de base en el aeropuerto. Ofrecen servicios como el deshielo, o servicios de hangar y aduana para el tráfico internacional.
Como instalación propiedad de Burlington, el aeropuerto se abastece de electricidad a través de las instalaciones de la ciudad.
En los doce meses previos al 30 de abril de 2010, el aeropuerto tuvo 72.189 operaciones, una media de 197 por día: 47% aviación general, 26% taxi aéreo, 16% comercial regular, y 11% militar. En ese momento había 101 aviones con base en el aeropuerto: 50% monohélice, 14% multihélice, 8% reactor, 1% helicóptero, y 28% militar.

### Instalaciones militares
Dos instalaciones militares tienen su base aquí. La primera es la Base de la Guardia Nacional del Aire de Burlington, que incluye el Ala 158th de Cazas (158 FW), una unidad de Comando de Combate Aéreo de la Guardia Nacional del Aire de Vermont, que operancon el F-16C Fighting Falcon. El 158 FW se compone de aproximadamente 1000 funcionarios de la Guardia Nacional del Aire, con capacidad de activación para protección y reserva permanente (AGR) y personal técnico de reserva (ART) así como agente de la Guardia Nacional del Aire a tiempo parcial.
La segunda edificación es una Instalación de Soporte de Aviación Armada (AASF) de la Guardia Nacional de la Armada de Vermont, que alberga el primer batallón, el regimiento de aviación 103d y la 86th Compañía Médica (Ambulancia Aérea).

## Aerolíneas y destinos

### Pasajeros
| Aerolíneas           | Destinos |
| -------------------- | --- |
| American Airlines    | Estacional: Charlotte, Filadelfia, Washington–National                                                                            |
| American Eagle       | Charlotte, Filadelfia, Nueva York–LaGuardia (reinicia el 5 de septiembre de 2025), Washington–National Estacional: Chicago–O'Hare |
| Breeze Airways       | Orlando Estacional: Charleston (SC), Fort Myers, Raleigh/Durham, Tampa                                                            |
| Delta Air Lines      | Atlanta Estacional: Mineápolis/St. Paul                                                                                           |
| Delta Connection     | Detroit, Nueva York–JFK, Nueva York–LaGuardia                                                                                     |
| Frontier Airlines    | Orlando, Tampa |
| Sun Country Airlines | Estacional: Mineápolis/St. Paul                                                                                                   |
| United Airlines      | Chicago–O'Hare Estacional: Denver, Newark                                                                                         |
| United Express       | Newark, Washington–Dulles |

### Carga
Las dos principales transportistas de mensajería (UPS Airlines y FedEx Express) operan en BTV, dando servicio a la mayoría del norte de Vermont. UPS utiliza Wiggins Airways para transportar su paquetería entre Burlington y las grandes bases de operaciones de carga.
FedEx Express opera los mayores aviones que se ven de manera frecuente en el aeropuerto internacional de Burlington. La carga viaja desde la "super base de operaciones" de la compañía en Memphis, Tennessee a bordo del avión Boeing 757-200 de medio alcance (hasta 2011 el vuelo era operado por un antiguo Boeing 727-200 antes de que estos fuesen reemplazados por los nuevos y más versátiles 757). Una vez en Memphis parte de la carga es desembarcada del 757 y distribuido en pequeños aviones de hélice Cessna 208B operados por Wiggins Airways y que vuelan a destinos próximos como Portland, ME y Syracuse, NY.
Royal Air Freight opera principalmente con pequeños aviones turbohélices del tipo King Air y Embraer entre Burlington, Pontiac, y la sede de la compañía en el Aeropuerto Internacional Libertad de Newark.
UPS opera únicamente vuelos de conexión de Wiggins Airways a aeropuertos del noreste con pequeños aviones a reacción y Cessna.
| Aerolíneas                               | Destinos                         |
| ---------------------------------------- | -------------------------------- |
| FedEx Express                            | Memphis, Portland (ME), Siracusa |
| UPS Airlines operado por Wiggins Airways | Bangor, Mánchester (NH), Rutland |